# Bernard Schwartz House
Pour les articles homonymes, voir Bernard, Schvartz et House.
Bernard Schwartz House ou Still Bend est une villa de style moderne-usonia-organique-Prairie School, construite en 1939 par l'architecte américain Frank Lloyd Wright (1867-1959) à Two Rivers dans le Wisconsin aux États-Unis. 

## Historique
Cette maison usonia de 280 m², de 1 étage, construite au bord de la rivière East Twin River (Wisconsin) (en), à proximité du lac Michigan, est alors présentée comme une « maison de rêve » (Dream House) de l'époque par le magazine américain Life,,. 

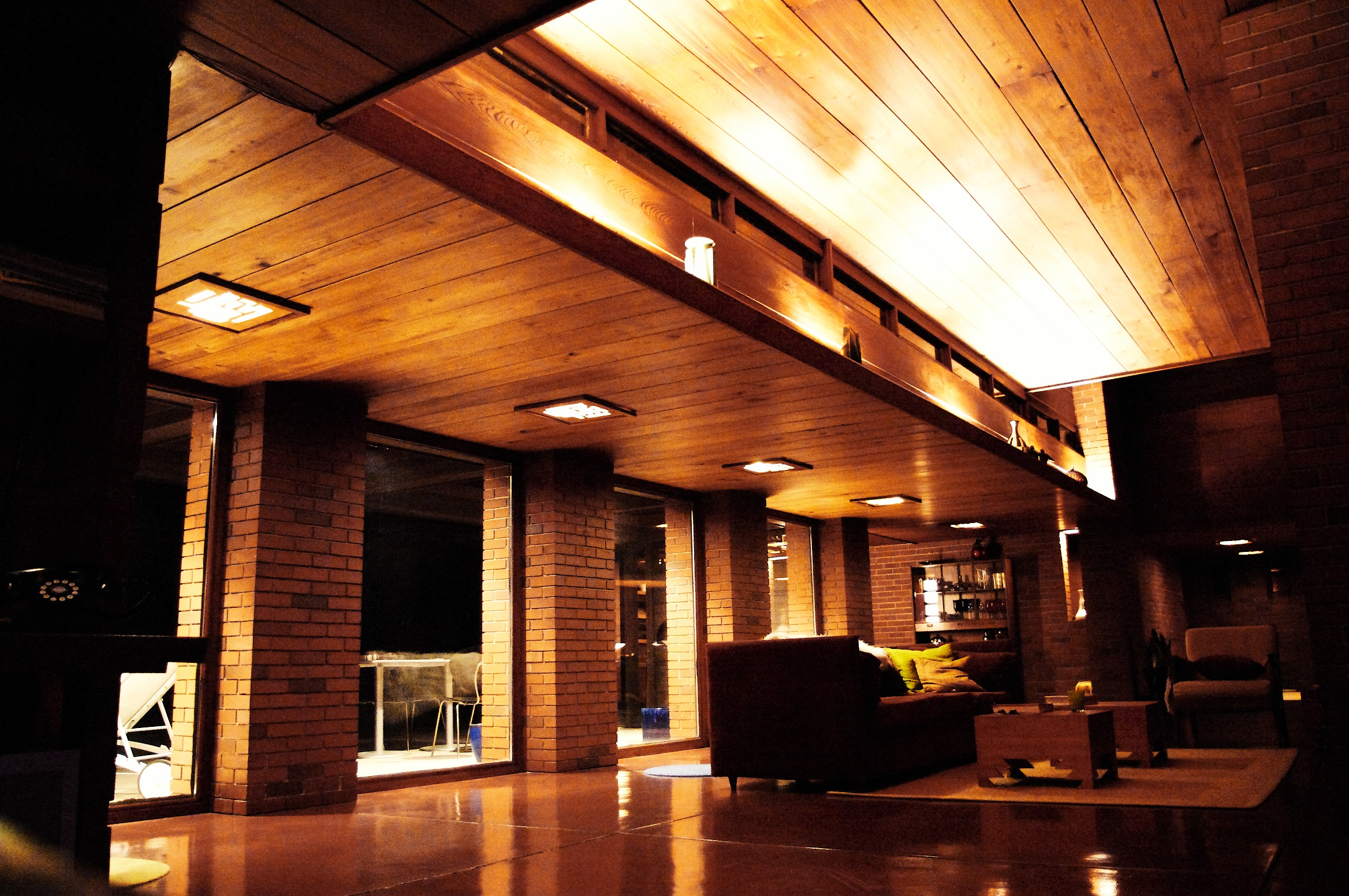
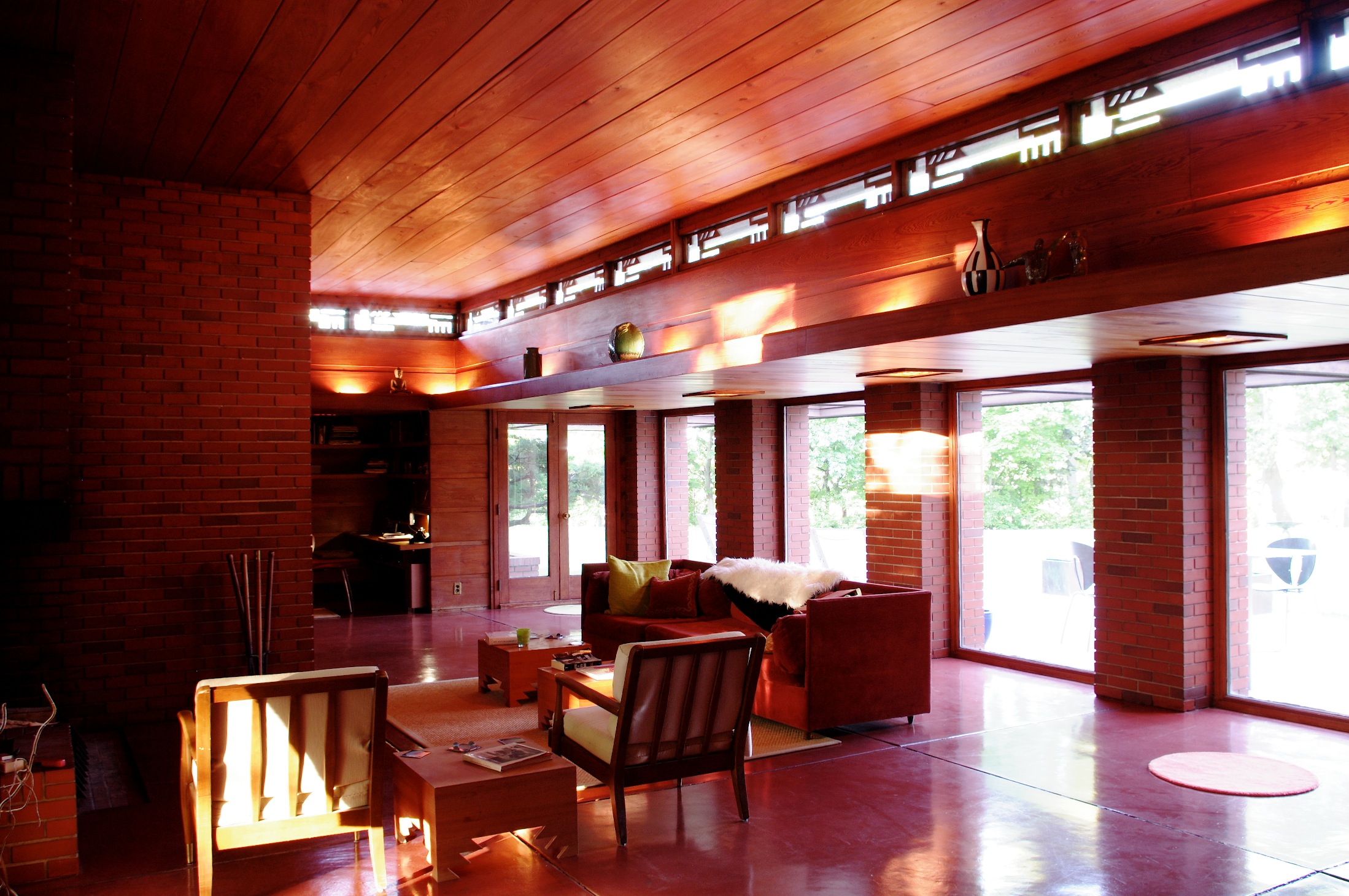
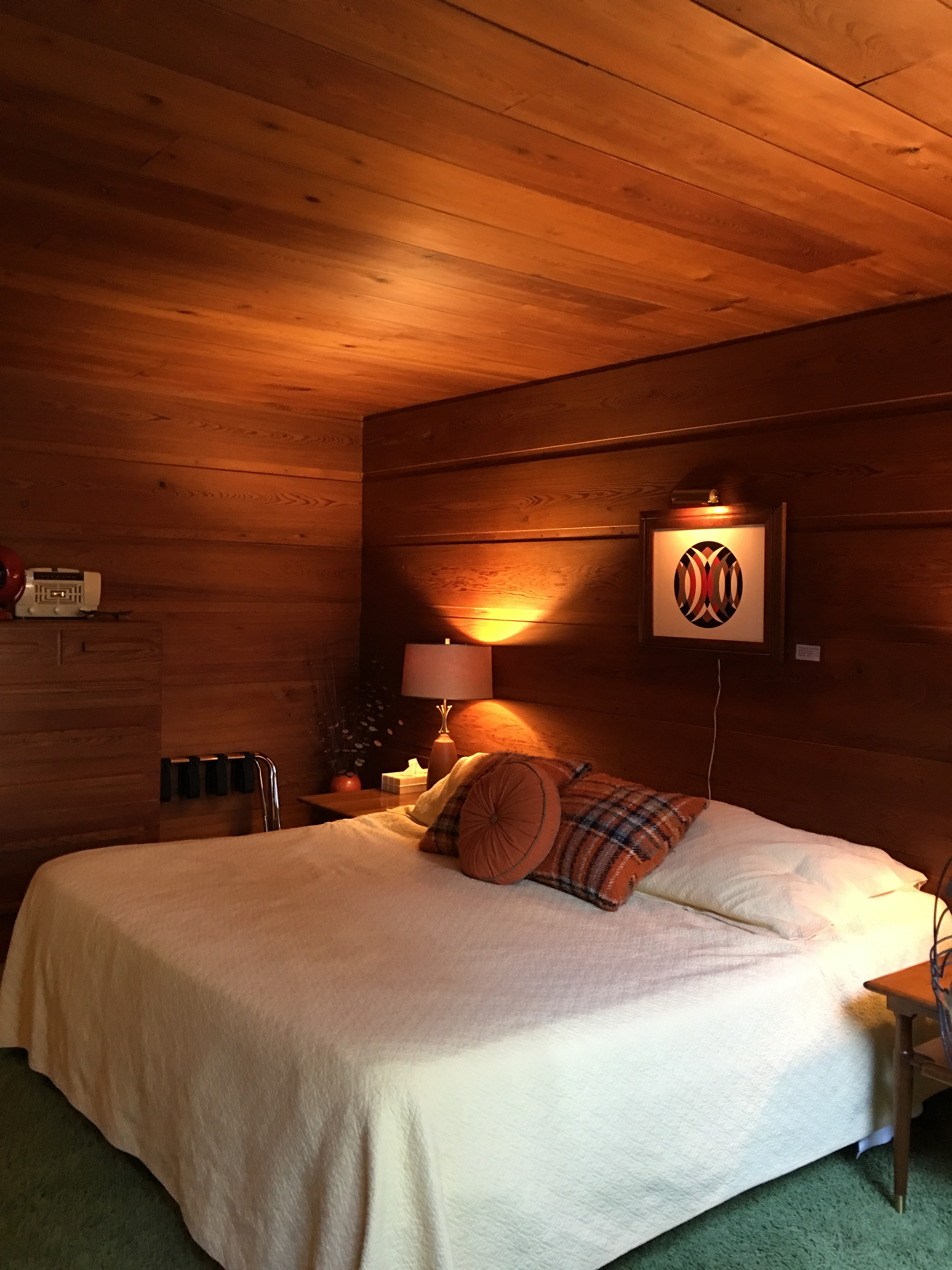

Elle est construite sur un vaste terrain arboré, avec de vastes baies vitrées, des murs en béton, brique, et en panneau de bois de Cyprès, d'une terrasse et de toit-terrasse, de chambres à l'étage, et de nombreux meubles intégrés, ainsi qu'un des premiers plancher chauffant des États-Unis.
Cette maison est à ce jour proposée à la location de meublé de tourisme.